# Anatolij Baranov
Anatolij Ivanovič Baranov (ukrajinsky Баранов Анатолій Іванович; 13. června 1953 Nova Majačka – 20. května 1986 Moskva) byl sovětský inženýr, vedoucí elektrotechnik v Černobylské jaderné elektrárně.

## Životopis
Narodil se 13. června 1953 v dnešní Ukrajině. Po studiích pracoval od roku 1978 v Černobylské jaderné elektrárně nedaleko města Pripjať. Později zastával pozici vedoucího elektrotechnika. V roce 1986, během Černobylské havárie obsluhoval generátory, aby zabránil šíření požáru. Během havárie byl vystaven smrtelnému ozáření, na jehož následky v Moskvě 20. května 1986 zemřel.
Je pohřben na Mitinském hřbitově v Moskvě.